# Footballeur irlandais de l'année

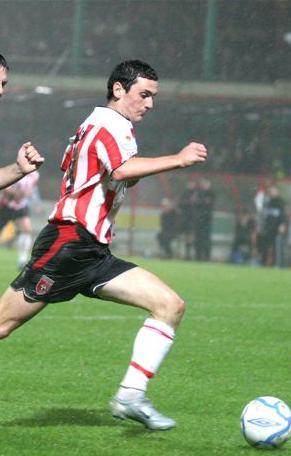
Mark Farren, gagnant de ce titre en 2005.

Le titre de meilleur joueur de l'année de l'association des joueurs professionnels d'Irlande (souvent appelé PFAI joueur de l'année) est décerné par les joueurs eux-mêmes au footballeur qui se sera révélé être le meilleur dans le championnat irlandais lors de l'année écoulée. Ce titre peut être attribué à un Irlandais ou à joueur étranger pourvu qu’il joue dans un des clubs du championnat d’Irlande de football.
Une présélection est préparée par les dirigeants de l’association des joueurs professionnels d’Irlande. Le vainqueur est ensuite élu par ses pairs.
Ce prix est considéré comme étant la plus haute distinction pour les footballeurs du championnat irlandais.
Le trophée a été attribué pour la première fois en 1981.

## Liste des vainqueurs

### Années 2020
| Année | Joueur        | Club            |
| ----- | ------------- | --------------- |
| 2022  | Rory Gaffney  | Shamrock Rovers |
| 2021  | Georgie Kelly | Bohemian FC     |
| 2020  | Jack Byrne    | Shamrock Rovers |

### Années 2010
| Année | Joueur          | Club                   |
| ----- | --------------- | ---------------------- |
| 2019  | Jack Byrne      | Shamrock Rovers        |
| 2018  | Michael Duffy   | Dundalk FC             |
| 2017  | Sean Maguire    | Cork City FC           |
| 2016  | Daryl Horgan    | Dundalk FC             |
| 2015  | Richie Towell   | Dundalk FC             |
| 2014  | Christy Fagan   | St. Patrick's Athletic |
| 2013  | Killian Brennan | St. Patrick's Athletic |
| 2012  | Mark Quigley    | Sligo Rovers           |
| 2011  | Éamon Zayed     | Derry City             |
| 2010  | Richie Ryan     | Sligo Rovers           |

### Années 2000
| Année | Joueur        | Club                      |
| ----- | ------------- | ------------------------- |
| 2009  | Gary Twigg    | Shamrock Rovers FC        |
| 2008  | Keith Fahey   | St. Patrick's Athletic FC |
| 2007  | Brian Shelley | Drogheda United           |
| 2006  | Joseph Ndo    | Shelbourne FC             |
| 2005  | Mark Farren   | Derry City FC             |
| 2004  | Jason Byrne   | Shelbourne FC             |
| 2003  | Jason Byrne   | Shelbourne FC             |
| 2003  | Glen Crowe    | Bohemian FC               |
| 2002  | Owen Heary    | Shelbourne FC             |
| 2001  | Glen Crowe    | Bohemian FC               |
| 2000  | Pat Fenlon    | Shelbourne FC             |

### Années 1990
| Année | Joueur            | Club                      |
| ----- | ----------------- | ------------------------- |
| 1999  | Paul Osam         | St. Patrick's Athletic FC |
| 1998  | Pat Scully        | Shelbourne FC             |
| 1997  | Peter Hutton      | Derry City FC             |
| 1996  | Eddie Gormley     | St. Patrick's Athletic FC |
| 1995  | Liam Coyle        | Derry City FC             |
| 1994  | Stephen Geoghegan | Shamrock Rovers           |
| 1993  | Donal O'Brien     | Derry City FC             |
| 1992  | Pat Fenlon        | Bohemians FC              |
| 1991  | Pat Morley        | Cork City FC              |
| 1990  | Mark Ennis        | St. Patrick's Athletic FC |

### Années 1980
| Année | Joueur           | Club                      |
| ----- | ---------------- | ------------------------- |
| 1989  | Paul Doolin      | Derry City FC             |
| 1988  | Paddy Dillon     | St. Patrick's Athletic FC |
| 1987  | Mick Byrne       | Shamrock Rovers           |
| 1986  | Paul Doolin      | Shamrock Rovers           |
| 1985  | Tommy Gaynor     | Limerick FC               |
| 1984  | Pat Byrne        | Shamrock Rovers           |
| 1983  | Martin Murray    | Drogheda United           |
| 1982  | Paul McGrath     | St. Patrick's Athletic FC |
| 1981  | Padraig O'Connor | Athlone Town              |

### Vainqueurs par clubs
| Club                      | Nombre de victoires                                  |
| ------------------------- | ---------------------------------------------------- |
| St. Patrick's Athletic FC | 8 (1982, 1988, 1990, 1996, 1999, 2008, 2013 et 2014) |
| Shamrock Rovers           | 8 (1984, 1986, 1987, 1994, 2009, 2019, 2020, 2022)   |
| Shelbourne FC             | 6 (1998, 2000, 2002, 2003, 2004, 2006)               |
| Derry City FC             | 6 (1989, 1993, 1995, 1997, 2005, 2011)               |
| Bohemians FC              | 4 (1992, 2001, 2003, 2021)                           |
| Dundalk FC                | 3 (2015, 2016, 2018)                                 |
| Sligo Rovers              | 2 (2010, 2012)                                       |
| Drogheda United           | 2 (1983, 2007)                                       |
| Cork City FC              | 2 (1991, 2017)                                       |
| Limerick FC               | 1 (1985)                                             |
| Athlone Town              | 1 (1981)                                             |